# Helmut O. Rucker
Helmut O. Rucker (* 1948) ist ein österreichischer Weltraumphysiker, Geophysiker und Hochschullehrer an der Universität Graz.

## Leben
Rucker studierte ab 1968 an der Universität Graz und wurde dort 1974 in Geophysik und theoretischer Physik promoviert. Im selben Jahr wurde er Mitarbeiter am Institut für Weltraumforschung der Österreichischen Akademie der Wissenschaften. 1981 erhielt er einen Magister der Universität Graz, in der er seit 1983 am Institut für Meteorologie und Geophysik lehrte. 1982/83 war er zu einem Forschungsaufenthalt bei der NASA in Greenbelt (Maryland). 1988 habilitierte er sich in Geophysik und physikalischer Weltraumforschung. Er war ab 1999 Abteilungsleiter am Institut für Weltraumforschung bei der Österreichischen Akademie der Wissenschaften (ab 2001 stellvertretender Direktor) und lehrte an der Universität Graz (ab 1997 als außerordentlicher Universitätsprofessor).
Rucker untersuchte unter anderem die Radiostrahlung von Jupiter und Saturn und den Einfluss des Sonnenwinds auf diese.
2005 wurde er korrespondierendes Mitglied der Österreichischen Akademie der Wissenschaften.
Er war an der Cassini-Mission beteiligt (RPWS-Experiment, ab 1989) und erhielt dafür mit den anderen Beteiligten den NASA Group Achievement Award. 1995 war er Co-Investigator am Interball/Tailprobe (AKR-X-Experiment), einer amerikanisch-russisch-europäischen Satellitenmission zur Erforschung der Magnetosphäre über der Aurora. 1997 wurde er Vorsitzender der Sparte Magnetosphäre und Radiowellen der International Jupiter Watch.

## Schriften (Auswahl)
- Planetenmagnetosphären,  in: Bergmann-Schaefer Lehrbuch der Experimentalphysik, Band 7, De Gruyter 2001